# Łącki Bank Spółdzielczy
Łącki Bank Spółdzielczy – bank spółdzielczy z siedzibą w Łącku w Polsce. Bank zrzeszony jest w Banku Polskiej Spółdzielczości S.A. Dziewiąty największy bank spółdzielczy w województwie małopolskim.

## Historia
Pierwsze walne zebranie osób deklarujących chęć przystąpienia do spółdzielni odbyło się 28 stycznia 1900. Powołano na nim Spółkę Oszczędności i Pożyczek w Łącku, funkcjonującą na zasadach opracowanych przez dr Franciszka Stefczyka. Celem spółki była obrona okolicznej ludności przed lichwą. Sama spółka prowadzona była w dużym stopniu społecznie.
Powojenna inflacja w odrodzonej Polsce spowodowała straty udziałowców spółki. W 1925 dla uczczenia zmarłego rok wcześniej Franciszka Stefczyka zmieniono nazwę na Kasa Stefczyka w Łącku. Rozwój Kasa przeżyła za czasów kierownictwa Panteleona Lenartowicza, a następnie ks. Jana Piaskowego.
Po 1948 komuniści znacjonalizowali kasy, będące własnością zrzeszonej w nich ludności. Wtedy też łącka kasa zmieniła nazwę na Gminna Kasa Spółdzielcza w Łącku. Kolejna zmiana nazwy, na Kasa Spółdzielcza w Łącku, wiązała się z przyjęciem nowego prawa bankowego w 1957 przywracający spółdzielczy charakter kas. Jednak 20 lipca 1975 kolejną ustawą socjaliści połączyli kasy, w tym i łącką, z Państwowym Bankiem Rolnym tworząc Bank Gospodarki Żywnościowej. Oznaczało to ponowne upaństwowienie i ograniczenie rozwoju kas.
Dopiero po upadku gospodarki socjalistycznej, w 1990, łącka kasa usamodzielniła się przyjmując nazwę Bank Spółdzielczy w Łącku. W 1992 bank przystąpił do Banku Unii Gospodarczej SA (który w 2002 wszedł w skład Banku Polskiej Spółdzielczości SA). W 2007 przyjęto aktualną nazwę "Łącki Bank Spółdzielczy".

## Władze
W skład zarządu banki wchodzą:
- prezes zarządu
- zastępca prezesa zarządu
- członek zarządu

Czynności nadzoru banku sprawuje 8-osobowa rada nadzorcza.

## Placówki
- Centrala w Łącku
- pozostałe placówki:
  - Nowy Sącz (9)
  - Tarnów (3)
  - Łącko
  - Jazowsko
  - Kraków
  - Ochotnica Dolna
  - Olszana
  - Piwniczna
  - Ptaszkowa
  - Rytro
  - Stary Sącz
  - Świniarsko